# Juncus confusus
Juncus confusus es una herbácea de la familia de las juncáceas. Es nativa del oeste de los Estados Unidos desde British Columbia al norte de California y Colorado, donde crece en los bosques templados y húmedos de coníferas, como las praderas verdes de montaña.

## Descripción
Es un agrupamiento rizomatoso perenne de hierbas que crecen hasta una altura de entre 30 y 50 centímetros. Sus hojas filiforme crecen desde la base y tienen unos 15 centímetros de largo. La inflorescencia por encima del tallo es una matriz de flores individuales con una larga bráctea en la base que puede ser de hasta 8 centímetros de longitud. Cada flor tiene tépalos largos y puntiagudos  con rayas longitudinales oscuras y claras membranosas y bordes translúcidos. Tiene seis estambres. El fruto es una cápsula marrón claro a oscuro de forma oval o redondeada.

## Taxonomía
Juncus confusus fue descrita por Frederick Vernon Coville y publicado en Proceedings of the Biological Society of Washington 10(22): 127–128. 1896.
Etimología
Juncus: nombre genérico que deriva del nombre clásico latino  de jungere =, "para unir o vincular", debido a que los tallos se utilizan para unir o entrelazar".
confusus: epíteto latino que significa "desordenada".
Sinonimia
- Juncus exilis Osterh.[4]